# 여인 전장
"여인 전장"은 1970년 공개된 대한민국의 영화이다.

## 배역
- 윤정희
- 최무룡
- 이순재
- 김창숙
- 도금봉
- 사미자
- 김희갑
- 장훈
- 양훈
- 정재순
- 오경아
- 박예숙
- 김경란
- 김소저
- 양춘
- 조덕성
- 김기범
- 임해림
- 이예성